# Fede è sustanza di cose sperate
Fede è sustanza di cose sperate (Paradiso XXIV, 64) è un verso dal ventiquattresimo canto del Paradiso, dalla Divina Commedia di Dante Alighieri. È la risposta di Dante alla domanda (53-54): Di', buon cristiano, fatti manifesto / fede che è?, rivoltagli da Pietro su cosa sia la fede. Essa recita (64-66):
Un evidente riferimento tomista alla Lettera agli Ebrei (XI, 1): Est fides sperandarum substantia rerum, argumentum non apparentium, la fede è una via per sentire proprie in anticipo le cose che speriamo, e conoscere ciò che non vediamo. La «quiditate» è la quiditas o quidditas, che nella terminologia scolastica esprime l'essenza delle cose.